# Splošna deklaracija o kulturni raznolikosti
Splošna deklaracija o kulturni raznolikosti je mednarodni dokument, ki ga je sprejela Generalna konferenca Organizacije Združenih narodov za izobraževanje, znanost in kulturo (UNESCO) na svojem 31. zasedanju 2. novembra 2001. 
V spremni besedi k Deklaraciji je tedanji generalni direktor Unesca Koïchiro Matsuura zapisal, da je to eno od ustanovnih besedil nove etike, ki jo v zgodnjem 21. stoletju spodbuja UNESCO.
Deklaracija kulturno raznolikost dvigne na raven "skupne dediščine človeštva" in zajema dve področji: in sicer zagotavlja spoštovanje kulture s strani vseh narodov znotraj demokratičnega okvira ter prispeva k ugodnemu vzdušju za vsesplošno ustvarjalnost, pri čemer je kultura obravnavana kot dejavnik razvoja.
Deklaracijo sestavlja preambula in 12. členov. 1. člen, naslovljen "Kulturna raznolikost: skupna dediščina človeštva" pravi: "Kot vir izmenjav, inovacij in ustvarjalnosti je kulturna raznolikost za človeštvo enako potrebna, kot je za naravo potrebna biološka raznovrstnost. V tem smislu je skupna dediščina človeštva."
Deklaracija o kulturni raznolikosti je eden od temeljev Konvencije o varovanju in spodbujanju raznolikosti kulturnih izrazov, ki je UNESCO sprejel leta 2005  in jo je ratificirala tudi Republika Slovenija.